# 2003 في فلسطين

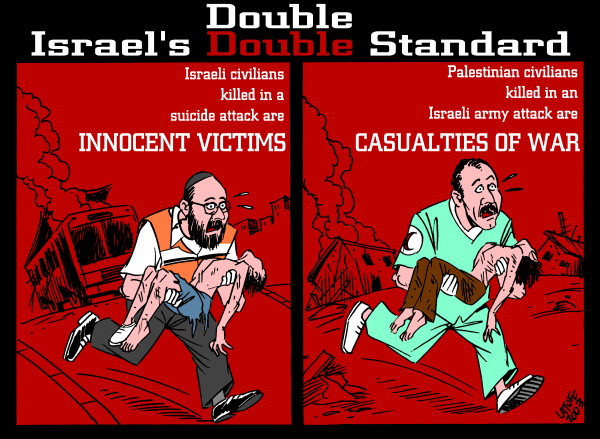

في السنة الثالثة من إنتفاضة الأقصى قتلت إسرائيل 503 فلسطيني وقد كانت خطة خارطة الطريق والتي اعلنت في القمة العربية الخامسة عشرة التي عقدت في شرم الشيخ بالإضافة إلى اغتيال إسماعيل أبو شنب ابرز احداث العام.

## أبرز الاحداث
- 6 مارس - إسرائيل تقتل 11 فلسطيني في عملية عسكرية في جباليا بقطاع غزة ردا على عملية تفجيرية نفذها فلسطيني واسفرت عن مقتل 15 إسرائيلي [2]
- 8 مارس – مَنَّح معمر القذافي وسام الشجاعة للصحفية الفلسطينية شيرين أبو عاقلة؛ وذلك «تقديرا لشجاعتها الفائقة وهي تنقل وقائع المجازر التي تقوم بها القوات الاسرائيلية ضد أبناء الشعب الفلسطيني».[3]
- 16 مارس - قوات الاحتلال تقتل ناشطة السلام راشيل كوري في رفح أثناء تصديها لجرافة حاولت هدم منزل فلسطيني.
- 19 مارس - تعيين محمود عباس رئيسا للوزراء
- 10 أبريل - الإعلان عن خطة خارطة الطريق ة التي تهدف إلى التوصل لحل نهائي لتسوية سلمية من خلال إقامة دولة فلسطينية بحلول 2005
- 17 مايو – ضمت حكومة محمود عباس الهيئة العامة للبترول إلى وزارة المالية الفلسطينية، بالإضافة إلى الهيئة العامة للتبغ واللجنة العليا للتمويل والاستثمار.[4]
- 6 أغسطس - بدأت إسرائيل في الإفراج عن أكثر من 300 سجينا فلسطينيا فيما وصفته بأنه بادرة حسن نية
- 22 أغسطس - عشرات الآلاف من الفلسطينيين يشيعون القيادي إسماعيل أبو شنب، أحد قادة حركة حماس الذي قتلته إسرائيل.
- 6 سبتمبر - تقبل الرئيس الفلسطيني ياسر عرفات استقالة حكومة محمود عباس، على أن تستمر بالعمل مسيرًا للأعمال لحين تولي الحكومة الجديدة مهامها.[5]

- 5 أكتوبر – أصدر الرئيس ياسر عرفات مرسومًا بإعلان حالة الطوارئ على كامل الأراضي الفلسطينية وتشكيل حكومة طوارئ برئاسة أحمد قريع.[6]

- 30 أكتوبر – عين الرئيس عرفات أحمد قريع بمواصلة تبوأ منصب رئيس الوزراء وكلفه بتشكيل مجلس وزراء جديد.[7]
- 11 نوفمبر – أصدر الرئيس ياسر عرفات مرسومًا بتشكيل مجلس وزراء حكومة أحمد قريع الثانية.[8]

## وفيات
- 19 أبريل - نزيه درزاوي، مصور فلسطيني قتلته قوات الاحتلال الإسرائيلي.[9]

- 21 اغسطس - إسرائيل تغتال إسماعيل أبو شنب القيادي في حركة حماس
- 25 سبتمبر - الكاتب والمفكر إدوارد سعيد
- 12 ديسمبر - الشاعرة فدوى طوقان